# Welcome to St. Tropez
"Welcome to St. Tropez" (Bem-vindo a St. Tropez em inglês) é uma canção do DJ e produtor suíço DJ Antoine retirado de seu álbum de estúdio de 2011. Possui vocais do rapper russo Timati e da cantora e compositora americana Kalenna Harper. Originalmente, a música é cantada somente por Timati e Kalenna. A canção se tornou um hit top-ten na Áustria, França, Alemanha e Suíça.

## Videoclipe
Existem duas versões do vídeo da música. Kalenna não aparece em ambas as versões. Na primeira versão, Timati é mostrado chegando em St. Tropez, cantando em alguns clubes e fazendo diversas atividades como dirigir jetski. Há várias cenas mostrando as pessoas festejando. A segunda versão apresenta cenas adicionais com DJ Antoine.

## Faixas
Promo Digital La Musique Du Beau Monde
1. Welcome To St. Tropez (Radio Mix) - 3:15

CD-Single Kontor Records – 1061410KON
1. Welcome To St. Tropez (DJ Antoine Vs Mad Mark Radio Edit) - 3:15
2. Welcome To St. Tropez (DJ Antoine Vs Mad Mark Remix) - 6:14

CD-Maxi X-Energy Records – X 12367.11 CDS
1. Welcome To St. Tropez (DJ Antoine Vs Mad Mark Radio Edit) - 3:15
2. Welcome To St. Tropez (DJ Antoine Vs Mad Mark Remix) - 6:14
3. Welcome To St. Tropez (Hard Rock Sofa Remix) - 6:23
4. Welcome To St. Tropez (Chris Avantgarde & Eric Chase Remix) - 5:58
5. Welcome To St. Tropez (Clubzound Vs Jack-E Remix) - 6:11
6. Welcome To St. Tropez (Clubzound Remix) - 6:22
7. Welcome To St. Tropez (Clubzound Vs Jack-E Brazilian Remix) - 6:02
8. Welcome To St. Tropez (Houseshaker Remix) - 5:27
9. Welcome To St. Tropez (Kid Fresh & Tom Bola Extended Mix) - 4:28

## Desempenho nas paradas
| Classificação (2011) | Melhor posição |
| -------------------- | -------------- |
| Bélgica (Flandres)   | 9              |
| Bélgica (Valônia)    | 17             |
| França               | 7              |
| Alemanha             | 3              |
| Países Baixos        | 8              |
| Polónia              | 1              |
| Austrália            | 4              |
| Roménia              | 1              |
| Espanha              | 16             |
| Suíça                | 2              |